# إيدوكال ن تاغيس
جبل إيدوكال ن تاغيس (بالأمازيغية : ⵉⴷⴷⵓⴽⴰⵍ ⵏ ⵜⴰⵖⵉⵙ)
[إخفاق التحقق] هو جبل في النيجر يعتبر أعلى نقطة في البلاد وفي سلسة جبال آير. ارتفاعه 2022 مترا.
يقع في جنوب جبال آير ، في جبال باغزان ، على حدود مقاطعتي أرليت و تشيروزرين .

## الموقع
جبل إيدوكال ن تاغيس هو أعلى جبل في النيجر . يقع في جنوب وسط جبال آير ، ويقع في الطرف الشمالي من هضبة باغزان. تقع قرية أباتول في قاعدة القمة. يمتد وادي أوداراس جنوبًا من سفح إيدوكال ن تاغيس باتجاه أغاديز ، العاصمة الإقليمية. تقع بلدة الواحة أوداراس جنوب غرب الجبل. نظرًا لارتفاعه ، تم العثور على جبل إيدوكال ن تاغيس لاستضافة عدد من أنواع النباتات الصحراوية المتوسطية والنباتية الاستوائية التي لم يتم تسجيلها في أي مكان آخر في النيجر.
اعتقدت المصادر النيجيرية والدولية الرسمية أن جبل جريبون ، بعيدًا إلى الشمال ، هو أعلى قمة في البلاد في أواخر عام 2001 ، عندما أكد القياس المنخفض منذ فترة طويلة لغريبون على ارتفاع 1944 م ، والذي تم قياسه بشكل مختلف على ارتفاع 2310 م. يتمتع جبل غريبون بارتياح محلي أكبر بكثير ، حيث يرتفع بالقرب من أرضية الصحراء ، بينما يجلس إيدوكال ن تاغيس على قمة كتلة صخرية عالية بمتوسط ارتفاع يزيد عن 1600 متر.
لتكريم أعلى نقطة في النيجر ، تم تسمية الطائرة الرسمية لرئيس النيجر مونت باغزان.